# Kuniyamuthur
Kuniyamuthur è una suddivisione dell'India, classificata come town panchayat, di 56.901 abitanti, situata nel distretto di Coimbatore, nello stato federato del Tamil Nadu. In base al numero di abitanti la città rientra nella classe II (da 50.000 a 99.999 persone).

## Geografia fisica
La città è situata a 10° 56' 37 N e 76° 56' 41 E.

## Società

### Evoluzione demografica
Al censimento del 2001 la popolazione di Kuniyamuthur assommava a 56.901 persone, delle quali 28.882 maschi e 28.019 femmine. I bambini di età inferiore o uguale ai sei anni assommavano a 5.851, dei quali 2.989 maschi e 2.862 femmine. Infine, coloro che erano in grado di saper almeno leggere e scrivere erano 42.658, dei quali 23.124 maschi e 19.534 femmine.